# Clavelitos
A Clavelitos (magyarul: „Szegfű”) egy híres spanyol szerenáddal, amelyet Spanyolországban és Latin-Amerikában hagyományosan egyetemi folklóregyüttesek (ún. tunák) adnak elő. Szövegét Genaro Monreal, zenéjét Federico Galindo írta 1949-ben. A 20. század óta a spanyol kulturális örökség részét képezi. Rendszerint számos rendezvényen előadják, többek között az Cervantes-díj átadó ünnepségét is ezzel a dallal szokás zárni. Klasszikus zenei változatban André Rieu holland hegedűművész dolgozta fel. A magyar médiában gyakran – tévesen – „Spanyol keringő”-ként szoktak rá hivatkozni.

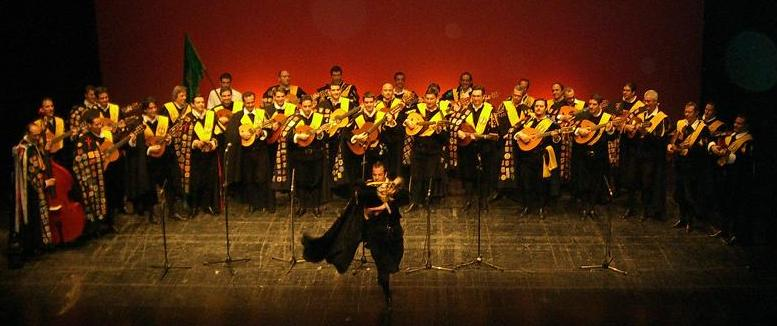
A Sevillai Orvostudományi Kar tunazenekara (Tuna de Medicina de Sevilla)

## Szöveg
| Mocita, dame el clavel Dame el clavel de tu boca Para eso no hay que tener Mucha vergüenza ni poca Yo te daré un cascabel Te lo prometo, mocita Si tú me das esa miel Que llevas en la boquita Estribillo: Clavelitos, clavelitos Clavelitos de mi corazón Hoy te traigo clavelitos Colorados igual que un fresón Si algún día clavelitos No lograra poderte traer No te creas que ya no te quiero Es que no te los pude coger La tarde que a media luz Vi tu boquita de guinda Yo no he visto en Santa Cruz Una boquita más linda Y luego al ver el clavel Que llevabas en el pelo Mirándolo creí ver Un pedacito de cielo Estribillo. | Leányka, add nekem a szegfűt Add nekem a szegfűt a szádból Ehhez nem kell szégyenkezned Sem kicsit, sem nagyon Én adok neked egy csengettyűt Megígérem neked, leányka Ha te odaadod nekem azt a mézes ízt Amely a szádban van Refrén: Szegfű, szegfű Szívem szegfűje Ma hozok neked szegfűt Vöröset, mint az eper Ha egy napon szegfűt Nem tudnék hozni neked Ne hidd, hogy már nem szeretlek Csak nem tudtam szedni neked Azon az estén, amikor szürkületkor Megláttam a meggyvörös szádat Olyan szépet Santa Cruzban Én még nem láttam S amikor láttam a szegfűt Melyet a hajadban viseltél Azt bámulva elhittem Hogy egy darabot látok a mennyből Refrén. |

## Fordítás
- Ez a szócikk részben vagy egészben a Clavelitos (canción de tuna) című spanyol Wikipédia-szócikk fordításán alapul.  Az eredeti cikk szerkesztőit annak laptörténete sorolja fel. Ez a jelzés csupán a megfogalmazás eredetét és a szerzői jogokat jelzi, nem szolgál a cikkben szereplő információk forrásmegjelöléseként.